# Andreas Jamometić
Andreas Jamometić OP (auch Andreas von Krain, Andrija Jamometić, Andreas Jamone oder – auf damaliger italienischer dialektaler Schreibweise beruhend – Andrea Zamometić; * um 1420 in Nin, Kroatien; † 12. November 1484 in Basel) war Erzbischof von Kraina in der montenegrinisch-albanischen Grenzregion.

## Biografie
Andreas Jamometić stammte aus einer kroatischen Uradelsfamilie. Er trat in Udine in den Orden der Dominikaner ein, wurde dort und in Santa Maria Novella in Florenz ausgebildet und schloss sein Theologiestudium als Doctor theologiae ab. Als solcher lehrte er einige Zeit an der Universität Padua. Er war als Oberer der Ordensprovinz Grecia vorgesehen. Durch die Fürsprache Kaiser Friedrichs III. ernannte ihn Papst Sixtus IV. 1476 zum Erzbischof von Kraina („archiepiscopus Craynensis“), dem hauptsächlich von Orthodoxen bewohnten montenegrinischen Grenzgebiet zu Albanien um die Städte Bar und Ulcinj südlich des Skutarisees, das unter venezianischem Schutz stand. 1478 fungierte Andreas als kaiserlicher Gesandter beim Heiligen Stuhl in Rom und 1479 als Beobachter beim Reichstag in Nürnberg. Als kaiserlicher Gesandter war Andreas ab 1480 erneut im Kirchenstaat. In der Pazzi-Krise ab 1478 vertrat er die Interessen des Kaisers, aber auch des Papstes mit solchem Geschick, dass jener ihn im höchsten Maß lobte („ipsum plurimum diligimus“) und dem Papst zur weiteren Förderung empfahl.
Als Jamometić gegen verschiedene Missstände, darunter den Nepotismus des Papstes, öffentlich polemisierte, entzog ihm der Kaiser sämtliche Vollmachten; ihm wurde seine Immunität entzogen, Papst Sixtus IV. inhaftierte ihn 1481 in der Engelsburg. Als Andreas auf Fürsprache – unter anderem des Kaisers – nach einigen Monaten freigelassen wurde, ging er verbittert in die Schweiz und ließ sich in Basel nieder. Dort veröffentlichte er weitere Schmähschriften und verbreitete am 21. Juli 1482 ein Pamphlet, in dem er ein weiteres Konzil von Basel forderte, auf dem Reformen für den päpstlichen Hof eingeleitet werden sollten. Andreas wurde dabei tatkräftig durch Lorenzo il Magnifico unterstützt, aber auch Stadt und Universität Basel standen hinter ihm.
Der Papst antwortete mit einem Interdikt, der Kaiser rief ihn zur „politischen“ Raison. Als sich die Stadt Basel durch den päpstlichen Kirchenbann bedroht sah, wurde Andreas im Spalenschwibbogen inhaftiert. Mehrere päpstliche Abgesandte versuchten vehement, seine Auslieferung nach Rom zu erwirken, die Stadt nahm aber lieber wirtschaftliche Not in Kauf als den Verhafteten zu übergeben.
Am Morgen des 13. November 1484 fand man Andreas erhängt in seiner Zelle. Seine Leiche ließ man noch wochenlang dort hängen, bevor man sie am 12. Januar 1485 aus dem Turm schleifte, in ein Fass einnagelte und in den Rhein warf. Mit Wirkung vom 23. Januar 1485 wurde das Interdikt gegen Basel wieder gelöst.

## Rezeption
Der Kleriker Peter Numagen, der an der Universität Basel studiert hatte und Mitte Juni 1482 Jamometićs Sekretär geworden war, verteidigte diesen in seiner um 1484 entstandenen Schrift Gesta archiepiscopi Craynensis in facto indictionis Concilii. Während die Basler Chroniken über diese Jahre weitgehend schweigen, finden sich Anfang des 16. Jahrhunderts meist kirchen- und papsttreue Berichte über diese Krise. Sandro Botticellis Fresko „Bestrafung der Rotte Korah“ in der Sixtinischen Kapelle ist als bildliche Verarbeitung des päpstlichen Sieges über Andreas Zamometić gedeutet worden.
Jamometićs Wirken und Schicksal wurde 1852 Gegenstand von Jacob Burckhardts Frühwerk Andreas von Krain, das der Historiker Friedrich Meinecke aufgriff und den Versuch, ein Konzil in Basel einzuberufen, als „lächerlich“ bezeichnete und „dem Stoffe nach fast eine Burleske“. In der historischen Forschung wurde sein Konzilsversuch lang nicht ernst genommen. Die historischen Arbeiten aus der ersten Hälfte des 20. Jahrhunderts von Joseph Schlecht und Alfred Stoecklin über Jamometić sind von einigen Fehlern und Fehleinschätzungen durchzogen, die Jürgen Petersohn in seiner intensiven Beschäftigung mit dessen Leben ab den 1980er Jahren korrigierte. Er veröffentlichte 2004 und 2015 umfassende Monographien zu Jamometićs Lebenswerk und Zeitumständen. Seine Forschung zeigte, dass der Papst diese Bedrohung durchaus ernst nahm und sich durch intensive Diplomatie dagegen zur Wehr setzte. Jamometićs Vorstoß war demnach im Konflikt der unvereinbaren Positionen des Kaisers und Papstes ebenso hochpolitisch wie aussichtslos – „als letztes großes Kräftemessen der beiden Universalgewalten, als Endpunkt einer langen, das Zeitalter prägenden Tradition“.